# 菲舍爾角
81°9′S 160°43′E / 81.150°S 160.717°E
菲舍爾角（英語：Fisher Point）是南極洲的海岬，位於邱吉爾山脈中達利山的東端，東北面是羅斯冰架的格拉齐尼灣，現時由南極條約體系管理。